# პ
P'ari (asomtavruli Ⴎ, nuskhuri ⴎ, mkhedruli პ) es la decimoséptima letra del alfabeto georgiano.
En el sistema de numeración georgiano tiene un valor de 80.
P'ari representa una oclusiva bilabial sorda, ocasionalmente eyectiva y se pronuncia como una pari más dura.

## Letra
| asomtavruli | nuskhuri | mkhedruli |
| ----------- | -------- | --------- |
|             |          |           |

## Codificaciones informáticas
| asomtavruli | nuskhuri | mkhedruli |
| ----------- | -------- | --------- |
| U + 10AE    | U + 2D0E | U + 10DE  |

## Braille
| mkhedruli |
| --------- |
|           |